# Nghĩa Vũ quân
Nghĩa Vũ quân, còn được gọi là Dịch Định quân , là một phiên trấn do một  tiết độ sứ do nhà Đường bổ nhiệm ở vùng Hà Bắc ngày nay, tồn tại từ năm 782 đến năm 977. Chức vụ này được thành lập để kiểm soát và kiềm chế ba trấn của Hà Bắc, vốn là một vị trí chiến lược quan trọng. Sau loạn Hoàng Sào, khu vực này bắt đầu rơi vào tình trạng phân chia quyền lực. Tiết độ sứ Vương Xử Trực sau đó đã được Hậu Lương phong làm Bắc Bình Vương. Nghĩa Vũ quân trên thực tế là một phiên trấn cát cứ tự chủ trong thời Đường mạt và sơ kỳ Ngũ đại Thập quốc, thuộc giai đoạn cai trị của họ Vương từ năm 879 - 929.

## Trương thị thế tập
Tiết độ sứ đầu tiên, Trương Hiểu Trung, là người dân tộc Hề và là cựu tướng của Lý Bảo Thần, Thành Đức tiết độ xứ, nguyên cũng là họ Trương trước khi được ban quốc tính.  Năm Kiến Trung thứ 2 (781), con trai của Bảo Trần là Lý Duy Nhạc định đoạt lấy chức tiết độ sứ sau khi cha mất, nhưng không được triều đình chấp nhận. Lý Duy Nhạc, Điền Duyệt và những người khác sau đó phát động phản loạn. Đường Đức Tông bổ nhiệm Trương Hiếu Trung làm Thành Đức tiết độ xứ, hợp lực với Chu Thao để trấn áp Duy Nhạc. Vào tháng đầu năm Kiến Trung thứ ba (782), Chu Thao và Trương Hiểu Trung đánh bại Lý Duy Nhạc ở Thúc Lộc (nay là Tân Kế, Hà Bắc).  Vương Vũ Tuấn, chỉ huy quân đội Khiết Đan ở Thành Đức, đã đào tẩu, bắt sống Lý Duy Nhạc, sau đó treo cổ hắn tại cổng trại và mang thủ cấp về triều lập công.
Đường Đức Tông hạ chiếu chia nhỏ trấn Thành Đức làm ba phần: trong đó Trương Hiếu Trung nhận chức Tiết độ sứ Dịch Định Thương, cai quản ba châu này (về sau đổi tên là trấn Nghĩa Vũ); Khang Nhật Tri làm Thâm Triệu đoàn luyện sứ. Bản thân Vương Vũ Tuấn được gia phong Kiểm giáo bí thư thiếu giám, Kiêm Ngự sử Đại phu, Hằng châu thứ sử, Hằng Ký đô đoàn luyện quan sát sứ, thực phong 500 hộ, đất quản lý chỉ gồm hai châu Hằng, Ký, mà chức vị lại không phải là Tiết độ sứ, do đó ông sinh ra bất mãn với triều Đường, cho rằng triều đình không giữ lời hứa trước kia khi mình lập công giết Lý Duy Nhạc. Ông ta bí mật thông đồng với Chu Thao, thái thú U Châu, và Lý Nạp, Tri Thanh tiết độ xứ. Tháng 11 năm đó, Chu Thao xưng là Kỳ Vương, Lý Nạp xưng là Tề Vương, Điền Duyệt xưng là Ngụy Vương, Vương Vũ Quân xưng là Triệu Vương. Trương Hiếu Trung và Chiêu Nghi tiết độ sứ Lý Bảo Trinh đối đầu với Chu Thao và Vương Vũ Tuấn cho đến năm Hưng Nguyên thứ nhất (784), triều đình mới thuyết phục được Vương Vũ Tuấn đầu hàng. Năm Trấn Nguyên thứ hai (786), Thương Châu nằm dưới quyền quản lý của Hành Hải tiết độ sứ.  Sau khi Trương Hiếu Trung mất, con trai ông là Trương Mậu Chiêu lên kế vị.
Năm Nguyên Hòa thứ năm (810), Đường Hiến Tông sai hoạn quan Thổ Đột Thừa Thôi dẫn quân từ sáu trấn Hà Đông, Nghĩa Vũ, Lư Long, Hoành Hải, Ngụy Bác, Chiêu Nghĩa đánh Vương Thừa Tông. Trương Mậu Chiêu dẫn quân Nghĩa Vũ tham gia chiến tranh. Vào tháng 8, Trương Mậu Chiêu cùng toàn thể gia đình đã vào triều. Triều đình bổ nhiệm Nhậm Địch Giản làm thái thú Nghĩa Vũ. Trương Mậu Chiêu được bổ nhiệm làm Hà Trung tiết độ xứ.  Sau đó, Nghĩa Vũ quân tiết độ xứ trở thành một chức vụ do triều đình trực tiếp bổ nhiệm, đóng vai trò quan trọng trong việc chống lại sự phân liệt ở Hà Bắc. Ông tham gia nhiều chiến dịch chống lại cuộc nổi loạn của Ba thị trấn Hà Bắc và đàn áp Lưu Chẩn, Chiêu Nghĩa tiết độ xứ.  Mãi đến khi xảy ra cuộc khởi nghĩa Hoàng Sào (875 - 884), Vương Xử Tồn, thái thú Nghĩa Vũ mới trở về Trường An để bảo vệ hoàng đế.

## Vương thị cát cứ
Sau cuộc khởi nghĩa Hoàng Sào, Vương Xử Tồn đã thần phục Lý Khắc Dụng và sống sót giữa sự đối đầu giữa Lư Long tiết độ sứ và Thành Đức tiết độ sứ. Năm Càn Ninh thứ hai đời Đường Chiêu Tông (895), sau khi Vương Xử Tồn qua đời, con trai là Vương Cáo lên kế vị. Hậu Lương Thái Tổ Chu Ôn đánh Vương Cáo, Vương Cáo sai thúc phụ Vương Xử Trực ra trận. Tuy nhiên, chiến trận thất bại và quân Nghĩa Vũ làm phản, đề cử Vương Xử Trực làm chỉ huy, Vương Cáo chạy trốn đến nước Tấn của Lý Khắc Dụng, trong khi Vương Xử Trực đầu hàng Chu Ôn. Sau khi Chu Ôn lập ra nhà Hậu Lương, ông đã phong tước hiệu Bắc Bình Vương cho Vương Xử Trực.
Vào năm Khai Bình thứ tư (910), do bị đe dọa bởi sức mạnh quân sự của Chu Ôn, Vương Xử Trực đã chuyển sang đầu quân cho Lý Khắc Dụng và giúp con trai Dụng là Lý Tồn Úc đánh bại quân Lương trong Trận Bạch Hương. Vương Xử Trực sau đó chuyển sang thần phục Tấn và sử dụng niên hiệu Thiên Dự của triều Đường.
Tuy nhiên, vào năm Thiên Dự thứ mười tám (921), Vương Xử Trực do mâu thuẫn với Lý Tồn Úc đã liên kết với người Khiết Đan, bị con nuôi Vương Đô lật đổ và giết chết. Vương Đô sau đó tiếp tục đầu quân cho Lý Tồn Úc.
Vào tháng Hai năm Thiên Thành thứ tư (929), Vương Đô kết hợp với người Khiết Đan nổi dậy, nhưng bị Hậu Đường Minh Tông Lý Tự Nguyên, người kế vị và trước đó kê khai chống đối Lý Tồn Úc, đánh bại và tiêu diệt.

## Danh sách tiết độ xứ
Đánh sách sau đây đề cập đến các tiết độ xứ cái trị Nghĩa Vũ quân theo lối thế tập. Trong các giai đoạn còn lại (810 - 879 và 829 - 977), Nghĩa Vũ quân được cái trị bởi chính quyền trung ương của nhà Đường, Ngũ đại và Tống. Người cai trị trong các giai đoạn này có thể là một tiết độ xứ hoặc thái thú.

### Họ Trương
- Trương Hiểu Trung (782-791)
- Trương Mậu Chiêu (791-810)

### Họ Vương
- Vương Xử Tồn (879-895)
- Vương Cáo (895-900)
- Vương Xử Trực (900-921)
- Vương Đô (921-929)

## Chủ quyền
- Định Châu (nay là Định Châu, Hà Bắc), thủ phủ
- Nghĩa Châu (nay là Dịch huyện, Hà Bắc)
- Thương Châu (nay là Thương huyện, Hà Bắc) (trong thời gian ngắn)